# Coupe du monde de cyclisme sur route 1998
Navigation
Édition précédente Édition suivante
La Coupe du monde de cyclisme 1998 fut la 10e édition de la Coupe du monde de cyclisme sur route.

## Épreuves
| Date       | Course                       | Pays      | Vainqueur            | Équipe          |
| ---------- | ---------------------------- | --------- | -------------------- | --------------- |
| 21 mars    | Milan-San Remo               | Italie    | Erik Zabel           | Deutsch Telekom |
| 5 avril    | Tour des Flandres            | Belgique  | Johan Museeuw        | Mapei - Bricobi |
| 12 avril   | Paris-Roubaix                | France    | Franco Ballerini     | Mapei - Bricobi |
| 19 avril   | Liège-Bastogne-Liège         | Belgique  | Michele Bartoli      | ASICS - CGA     |
| 25 avril   | Amstel Gold Race             | Pays-Bas  | Rolf Jaermann        | Casino          |
| 8 août     | Classique de Saint-Sébastien | Espagne   | Francesco Casagrande | Cofidis         |
| 16 août    | HEW Cyclassics               | Allemagne | Léon van Bon         | Rabobank        |
| 23 août    | GP de Suisse                 | Suisse    | Michele Bartoli      | ASICS - CGA     |
| 4 octobre  | Paris-Tours                  | France    | Jacky Durand         | Casino          |
| 17 octobre | Tour de Lombardie            | Italie    | Oscar Camenzind      | Mapei - Bricobi |

## Classements finals

### Individuel
| Position | Coureur              | Équipe                | Points |
| -------- | -------------------- | --------------------- | ------ |
| 1        | Michele Bartoli      | ASICS - CGA           | 416    |
| 2        | Léon van Bon         | Rabobank              | 190    |
| 3        | Andrea Tafi          | Mapei - Bricobi       | 166    |
| 4        | Stefano Zanini       | Mapei - Bricobi       | 163    |
| 5        | Michael Boogerd      | Rabobank              | 146    |
| 6        | Andreï Tchmil        | Lotto - Mobistar      | 137    |
| 7        | Emmanuel Magnien     | La Française des jeux | 134    |
| 8        | Franco Ballerini     | Mapei - Bricobi       | 132    |
| 9        | Rolf Jaermann        | Casino                | 111    |
| 10       | Franck Vandenbroucke | Mapei - Bricobi       | 111    |

### Par équipes
| Position | Équipe                | Points |
| -------- | --------------------- | ------ |
| 1        | Mapei-Bricobi         | 76     |
| 2        | Rabobank              | 56     |
| 3        | Casino                | 52     |
| 4        | Polti                 | 50     |
| 5        | La Française des jeux | 42     |